# 利索韋 (杜布羅維察區)
51°39′44″N 26°24′30″E / 51.66222°N 26.40833°E
利索韋（烏克蘭語：Лісове），是烏克蘭西北部的村莊，隸屬里夫內州的薩爾內區。該村始建於1961年，面積0.4平方公里，海拔高度144米，2001年人口492，人口密度每平方公里1,230人。